# Tetilla praecipua
Tetilla praecipua är en svampdjursart som beskrevs av Wiedenmayer 1989. Tetilla praecipua ingår i släktet Tetilla och familjen Tetillidae.
Artens utbredningsområde är havet kring Australien. Inga underarter finns listade i Catalogue of Life.